# Mijnbouwkunde

De Schlägel und Eisen zijn het symbool van de mijnbouwkunde

Mijnbouwkunde is de tak van wetenschap die zich concentreert op het winnen en verwerken van grondstoffen in de breedste zin: brandstoffen (olie, aardgas, steenkool), metalen (ijzer, koper, zink, goud etc.), mineralen (zouten, kleurstoffen etc) en niet-metalen (bijvoorbeeld kalksteengroeve).
Het vakgebied bevindt zich op de grens van techniek en aardwetenschappen en heeft als specifieke kennisgebieden onder andere: geologie, geodesie, werktuigbouw, scheikunde, statistiek en wiskunde.
Mijnbouwkundige kennis wordt tegenwoordig in Nederland en België veel gebruikt in niet direct herkenbare mijnbouwvakgebieden zoals recycling en bodemsanering.
Het vak wordt in Nederland onderwezen aan de Technische Universiteit Delft. De opleiding heet 'Technische aardwetenschappen' en leidt op tot ingenieur (ir.) in oliewinning, geofysica, ingenieursgeologie, grondstoffenwinning en grondstoffenverwerking. De studievereniging voor studenten technische aardwetenschappen is de 'Mijnbouwkundige Vereeniging'.
In Vlaanderen kon men opgeleid worden tot mijnbouwkundig ingenieur aan de Katholieke Universiteit Leuven. De opleiding heette 'Geotechniek en mijnbouwkunde', vanaf het studiejaar 2011-2012 werden geen nieuwe inschrijvingen meer aangenomen. De studievereniging voor masterstudenten in de ingenieurswetenschappen Geotechniek en Mijnbouwkunde is de Vlaamse Technische Kring.